# 东创电影院
东创电影院是位于北京市东城区新中街3号的一家电影院。

## 简介
东创电影院于1988年4月开业，初名“十字坡影剧院”，座位数量1000个。1992年至1993年，经过两期改造，保留了两个小电影厅，另设录像厅、台球厅、歌厅、时装培训中心、两个游艺厅，成为东直门地区的社区文化活动中心。
后来，“东创电影院”在原十字坡电影院的基础上新建。2008年，话剧导演孟京辉在东创电影院三楼开设了“蜂巢剧场”。该剧场专门为话剧《恋爱的犀牛》打造。